# Katla Tryggvadóttir
Katla Tryggvadóttir (5 mei 2005) is een voetbalspeelster uit IJsland. Ze speelt als middenvelder voor ACF Fiorentina in de Serie A.

## Clubcarrière
Tryggvadóttir maakte in 2021 haar debuut voor Valur Reykjavík in de Úrvalsdeild. Na twee jaar stapte ze over naar stadsgenoot Þróttur Reykjavík.
In 2024 maakte Tryggvadóttir de overstap naar het Zweedse Kristianstads DFF. In haar debuutwedstrijd, de eerste van het seizoen 2024, wist ze tweemaal tot scoren te komen in een 3-1 overwinning op AIK Stockholm. In een wedstrijd tegen KIF Örebro kwam ze opnieuw tweemaal tot scoren.
Tryggvadóttir tekende op 6 augustus 2025 een driejarig contract bij het Italiaanse ACF Fiorentina.

## Statistieken
| Seizoen | Club              | Land    | Competitie     | Wedstrijden | Doelpunten |
| ------- | ----------------- | ------- | -------------- | ----------- | ---------- |
| 2021    | Valur             | IJsland | Úrvalsdeild    | 5           | 0          |
| 2022    | Þróttur Reykjavík | IJsland | Úrvalsdeild    | 14          | 5          |
| 2023    | Þróttur Reykjavík | IJsland | Úrvalsdeild    | 19          | 8          |
| 2024    | Kristianstads DFF | Zweden  | Damallsvenskan | 24          | 7          |
| 2025    | Kristianstads DFF | Zweden  | Damallsvenskan | 11          | 4          |
| 2025/26 | ACF Fiorentina    | Italië  | Serie A        | 0           | 0          |
| Totaal  | Totaal            | Totaal  | Totaal         | 73          | 24         |

Laatste update: 6 augustus 2025

## Interlandcarrière
Tryggvadóttir werd voor het eerst geselecteerd in mei 2024 voor het IJslandse nationale team voor wedstrijden in de kwalificatiereeks voor het EK 2025. Ze maakte haar debuut op 16 juli 2024 in een kwalificatiewedstrijd tegen Polen door in de 73ste minuut in te vallen voor Karólína Lea Vilhjálmsdóttir.
Op 13 juni 2025 werd Tryggvadóttir opgenomen in de IJslandse selectie voor op het EK 2025 in Zwitserland. In het eerste groepsduel tegen Finland mocht ze opnieuw invallen voor Vilhjálmsdóttir, maar kon ze een 0-1 nederlaag niet voorkomen.